# سلاح شبكي

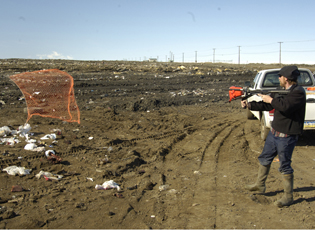
سلاح شبكي أطلقه البحث لانقاذ الطيور البرية من إنفلونزا الطيور

سلاح الشبكة أو السلاح الشبكي هو سلاح غير قاتل مصمم لإطلاق طلقات من شبكات مُصممة لعرقلة حركة الهدف. يجري حالياً تطوير مسدس شبكي لمكافحة الشغب.